# Rio Mumbaba
Rio Mumbaba är ett vattendrag i Brasilien.   Det ligger i delstaten Paraíba, i den östra delen av landet, 1 700 km nordost om huvudstaden Brasília.
Omgivningarna runt Rio Mumbaba är en mosaik av jordbruksmark och naturlig växtlighet. Runt Rio Mumbaba är det ganska tätbefolkat, med 116 invånare per kvadratkilometer.